# Tiro com arco nos Jogos Olímpicos de Verão de 1988 - Equipes masculinas
A prova por equipes masculinas do tiro com arco nos Jogos Olímpicos de Verão de 1988 de 27 de setembro a 1 de outubro daquele ano no Hwarang Archery Field, em Seul, na Coreia do Sul. A pontuação da rodada de classificação para uma equipe foi a soma das três pontuações obtidas pelos arqueiros individuais na rodada de classificação individual. As doze melhores nações competiram nas semifinais, com as oito primeiras avançando para as finais.

## Formato da competição
A pontuação da rodada de classificação para uma equipe foi a soma das três pontuações obtidas pelos arqueiros individuais na rodada de classificação individual. As doze melhores nações competiram nas semifinais, com as oito primeiras avançando para a final.

## Medalhistas
A campeã olímpica foi a equipe da Coreia do Sul, que dominou a competição, diante dos Estados Unidos, que ficou com a prata. O bronze foi conquistado pela tripla da Grã-Bretanha.
|  | KOR Coreia do Sul                     |  | USA Estados Unidos                      |  | GBR Grã-Bretanha                              |
|  | Chun In-soo Lee Han-sup Park Sung-soo |  | Jay Barrs Richard McKinney Darrell Pace |  | Steven Hallard Richard Priestman Leroy Watson |

## Resultados
| Pos.              | Nação                  | Arqueiros                                               | Rodada preliminar | Pos. | Semifinal | Pos. | Final |
| ----------------- | ---------------------- | ------------------------------------------------------- | ----------------- | ---- | --------- | ---- | ----- |
| Medalha de ouro   | KOR Coreia do Sul      | Chun In-soo Lee Han-sup Park Sung-soo                   | 3862              | 1    | 960       | 6    | 986   |
| Medalha de prata  | USA Estados Unidos     | Jay Barrs Richard McKinney Darrell Pace                 | 3839              | 2    | 992       | 1    | 972   |
| Medalha de bronze | GBR Grã-Bretanha       | Steven Hallard Richard Priestman Leroy Watson           | 3733              | 8    | 965       | 4    | 968   |
| 4                 | FIN Finlândia          | Ismo Falck Tomi Poikolainen Pentti Vikstrom             | 3797              | 4    | 960       | 7    | 956   |
| 5                 | URS União Soviética    | Kostiantyn Shkolniy Vladimir Yesheyev Juri Leontiev     | 3799              | 3    | 976       | 2    | 949   |
| 6                 | JPN Japão              | Terushi Furuhashi Takayoshi Matsushita Hiroshi Yamamoto | 3766              | 5    | 958       | 8    | 948   |
| 7                 | TPE Taipé Chinês       | Chiu Ping-kun Hu Pei-Wen Yen Man-Sung                   | 3693              | 11   | 968       | 3    | 937   |
| 8                 | SWE Suécia             | Gert Bjerendal Göran Bjerendal Mats Nordlander          | 3759              | 6    | 964       | 5    | 925   |
| 9                 | ITA Itália             | Ilario Di Buò Giancarlo Ferrari Andrea Parenti          | 3733              | 7    | 957       | 9    | –     |
| 10                | FRA França             | Claude Franclet Olivier Heck Thierry Venant             | 3691              | 12   | 948       | 10   | –     |
| 11                | DEN Dinamarca          | Niels Gammelgaard Jan Jacobsen Henrik Toft              | 3714              | 9    | 938       | 11   | –     |
| 12                | MEX México             | José Anchondo Omar Bustani Adolfo González              | 3695              | 10   | 917       | 12   | –     |
| 13                | AUS Austrália          | Christopher Blake Simon Fairweather Rodney Wagner       | 3688              | 13   | –         | –    | –     |
| 14                | TUR Turquia            | Izzet Avci Vedat Erbay Kerem Ersu                       | 3686              | 14   | –         | –    | –     |
| 15                | BEL Bélgica            | Patrick de Koning Francis Notenboom Paul Vermeiren      | 3684              | 15   | –         | –    | –     |
| 16                | CAN Canadá             | Denis Canuel Daniel Desnoyers John McDonald             | 3679              | 16   | –         | –    | –     |
| 17                | ESP Espanha            | Juan Holgado Manuel Jiménez Antonio Vázquez             | 3664              | 17   | –         | –    | –     |
| 18                | FRG Alemanha Ocidental | Manfred Barth Detlef Kahlert Bernhard Schulkowski       | 3659              | 18   | –         | –    | –     |
| 19                | CHN China              | Duoji Qiuyun Liang Qiuzhong Ru Guang                    | 3644              | 19   | –         | –    | –     |
| 20                | IND Índia              | Limba Ram Shyam Lal Meena Sanjeeva Singh                | 3615              | 20   | –         | –    | –     |
| 21                | ZIM Zimbabwe           | Paul Bamber Alan Bryant Wrex Tarr                       | 3438              | 21   | –         | –    | –     |
| 22                | BHU Butão              | Thinley Dorji Jigme Tshering Pema Tshering              | 3338              | 22   | –         | –    | –     |